# Anton Wede
Anton Wede (sinh ngày 20 tháng 4 năm 1990) là một cầu thủ bóng đá người Thụy Điển thi đấu cho Falkenbergs FF ở vị trí tiền vệ.